# Georges Rutaganda
Georges Rutaganda (Georges Anderson Nderubumwe Rutaganda; * 28. November 1958 in  Ngoma, Distrikt Kibuye; † 11. Oktober 2010 in Porto-Novo, Benin) war ein ruandischer Politiker und Kriegsverbrecher.

## Leben
Zur Zeit des Genozids in Ruanda war Rutaganda Agraringenieur, Geschäftsmann und Vizepräsident der Jugendorganisation der damaligen ruandischen Regierungspartei Mouvement républicain national pour la démocratie et le développement (MRND), der Interahamwe. Die Interahamwe war maßgeblicher Beteiligter am Völkermord 1994 an den Tutsi, den sie jahrelang vorbereitet hatte. Georges Rutaganda war selbst unmittelbar an der Tötung von Tutsi beteiligt. Durch seine aktive Mitarbeit wurde das furchtbare Massaker durchgeführt. Rutaganda gehörte auch zu den Gründern des im Juli 1993 auf Sendung gegangenen Hass-Senders Radio-Télévision Libre des Mille Collines.
Im Oktober 1995 wurde er in Sambia verhaftet und für die Anordnung des Mordes an tausenden Tutsi im Dezember 1999 vom Internationalen Strafgerichtshof für Ruanda (ICTR) zu lebenslanger Haft verurteilt. Georges Rutaganda hatte auf nicht schuldig plädiert und ging in Revision. Am 26. Mai 2003 bestätigte die Berufungskammer das Urteil. Der an AIDS erkrankte Rutaganda starb 2010 in Gefangenschaft in Benin.